# Phoenix-caissons

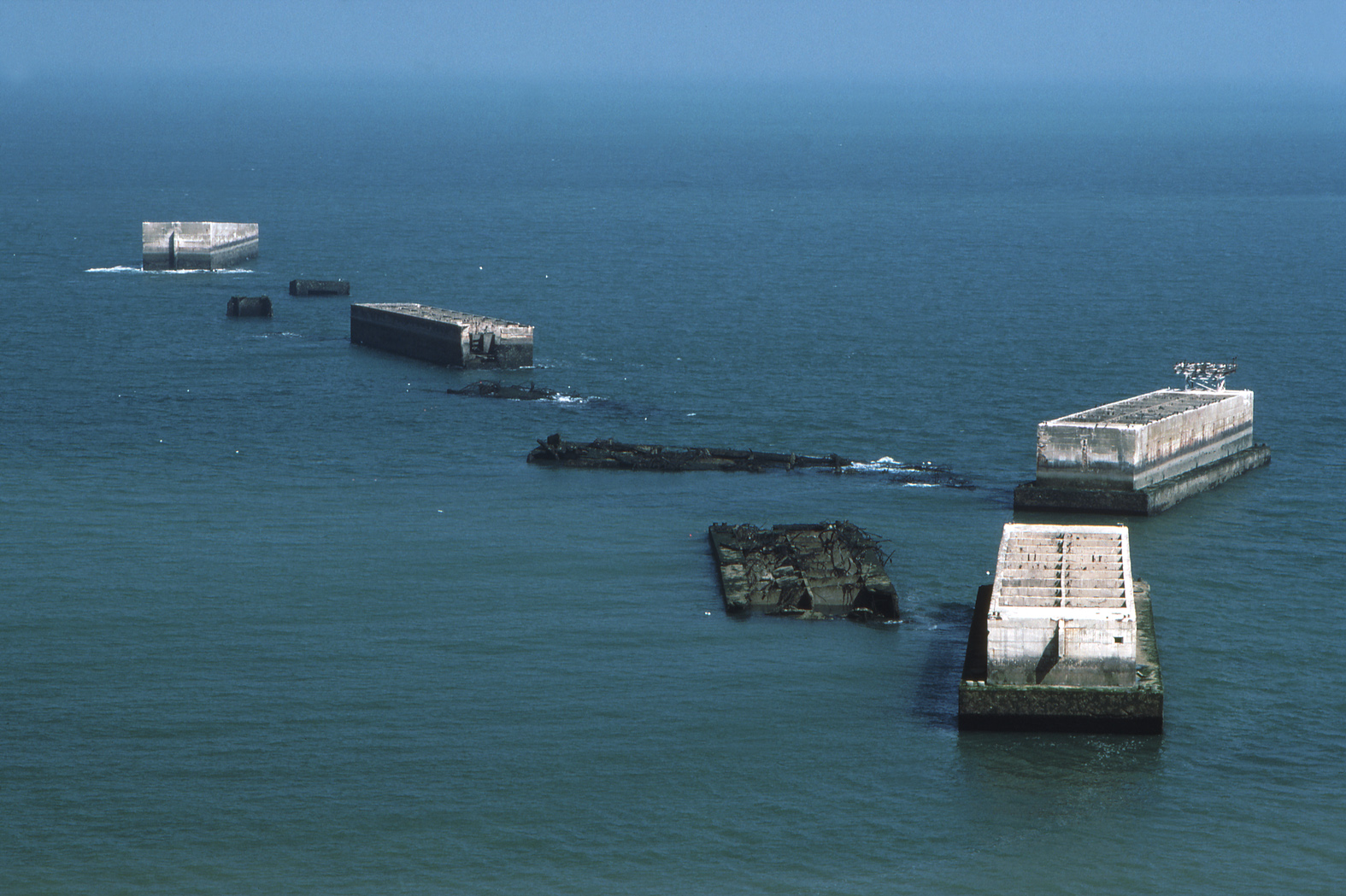
Een serie Phoenix-caissons die als golfbrekers fungeren bij Arromanches-les-Bains in Normandie

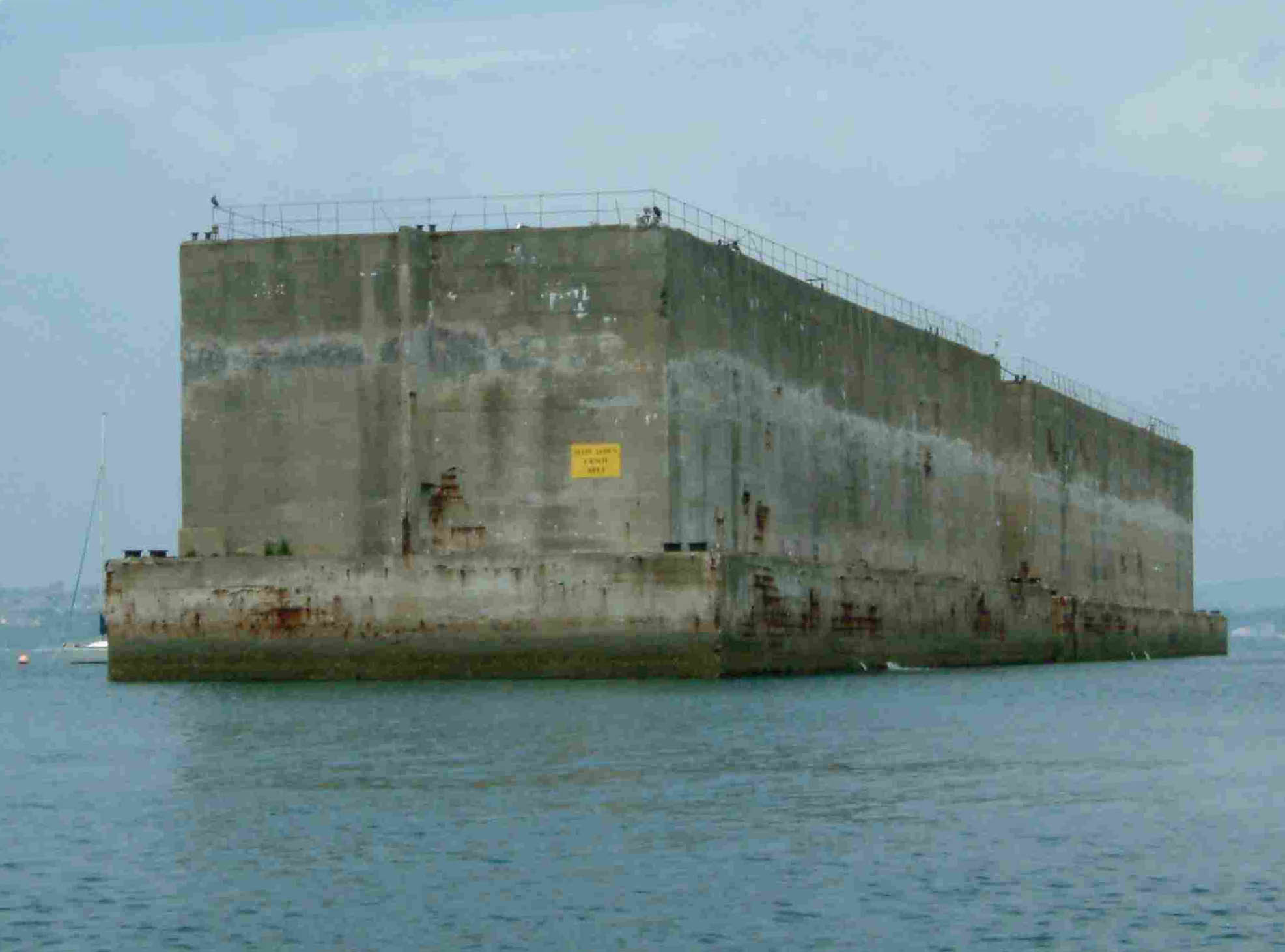
Twee Phoenix-caissons bij Isle of Portland.

Phoenix-caissons zijn caissons van gewapend beton die aanvankelijk gebouwd zijn voor de aanleg van Mulberryhavens. Deze kunstmatige havens waren nodig voor de landing van geallieerde troepen in Normandië tijdens de Tweede Wereldoorlog. Ze werden door Britse aannemers gebouwd, vervolgens door sleepboten over Het Kanaal gesleept en uiteindelijk voor de Normandische kust tot zinken gebracht om te dienen als golfbrekers. 'Phoenix' was de codenaam die de caissons in oorlogstijd meekregen.

## Functioneren
De caissons hadden een lengte van 60 m. een breedte van 20 m. en een hoogte van 20 m. Vanwege het enorme gewicht, tot circa 6000 ton, kostte het de nodige tijd (ca 2 etmalen) ze op de plaats van bestemming te brengen. Eenmaal ter plekke, werden de aanwezige schuifdeuren geopend waardoor de caissons in minder dan een half uur tot zinken werden gebracht. Samen met zogenaamde blokschepen vormden ze een soort wal waarbinnen schepen hun lading veilig konden lossen.

## Restanten in Frankrijk, Groot-Brittannië en Nederland
In Frankrijk zijn van de meer dan 100 caissons die in 1944 werden geplaatst, er nog een aantal zichtbaar. Zo liggen er ongeveer twintig bij Arromanches-les-Bains.
Er bestaan ook nog enkele van deze caissons in Groot-Brittannië: bij de haven van Isle of Portland, (onder water) bij Pagham en een kleinere variant in Langstone Harbour in Hampshire. In de monding van de Theems ligt een Phoenix-caisson die in tweeën is gebroken.
In Nederland zijn Phoenix-caissons gebruikt voor het sluiten van gaten door dijkdoorbraken. Zo dienden er vier om een gat in de dijk te dichten bij Ouwerkerk dat was ontstaan bij de watersnood van 1953. Deze vier zijn nu omgebouwd tot een museum voor de overstromingen, het Watersnoodmuseum. Bezoekers kunnen door de vier caissons lopen.